# Energía lumínica

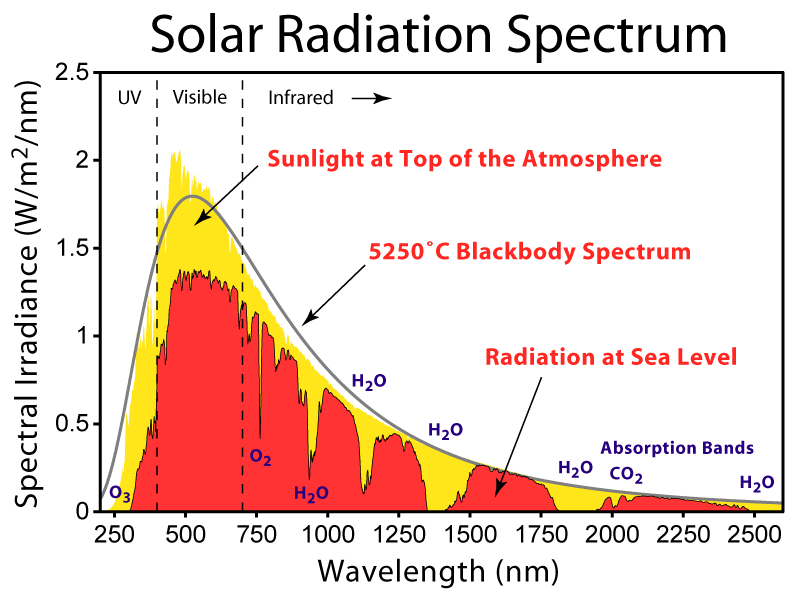
Espectro de la radiación solar por encima de la atmósfera (amarillo) y a nivel del mar (rojo). La línea gris es el espectro térmico de un cuerpo en perfecto equilibrio con la radiación electromagnética 5250 °C, dado que en el sol ocurren fenómenos irreversibles y existen otros fenómenos que radiación electromagnética, el espectro amarillo se aparta ligeramente de él. El espectro en rojo tiene en cuenta el efecto de la atmósfera terrestre que dispersa o absorbe preferentemente ciertas frecuencias y no otras.

La energía lumínica, también conocida como energía luminosa, es la fracción percibida de la energía transportada por las ondas de luzque se manifiesta sobre la materia de distintas maneras, una de ellas es arrancar los electrones de los metales, puede comportarse como una onda o como si fuera materia, pero lo más normal es que se desplace como una onda e interactúe con la materia de forma material o física. La energía lumínica es de hecho una forma de energía electromagnética.
La energía luminosa no debe confundirse con la energía radiante ya que no todas las longitudes de onda comporten la misma cantidad de energía. 
Su símbolo es Q v y su unidad es el lumen por segundo (lm·s).

## Definición
Si se denota por F el flujo luminoso y este se mantiene constante en un período dado t, entonces se tiene que:

{\displaystyle Q_{v}=F\cdot \ t}

si no, la expresión válida sería la integral del flujo luminoso respecto al t.
La cantidad de luz se puede definir a partir de la energía radiante espectral, {\displaystyle Q_{e}(\lambda )}, gracias a la función de sensibilidad luminosa, {\displaystyle V(\lambda )}:

{\displaystyle Q_{v}=K\int _{\mathrm {visible} }^{\ }Q_{e}(\lambda )V(\lambda )\,d\lambda }

Esta cantidad difiere de la energía radiada en forma de luz:

{\displaystyle Q_{rad}=\int _{0}^{\infty }Q_{e}(\lambda )\,d\lambda =\int _{0}^{\infty }{\frac {hc}{\lambda }}n_{fot}(\lambda )\,d\lambda }

## Energía radiante
La energía radiante es una cantidad objetiva que depende sólo de la intensidad y el color de la luz. La intensidad está relacionada con el número de fotones por unidad de tiempo que inciden en una superficie y el color está relacionado con la longitud de onda o frecuencia de la luz incidente. La potencia lumínica asociada a una fuente es la tasa de transferencia de energía radiada por unidad de tiempo y puede expresarse como:

{\displaystyle P_{rad}={\frac {dE_{rad}}{dt}}=\int _{0}^{\infty }n_{fot}(\nu )h\nu \ d\nu }

Donde:
{\displaystyle n_{fot}(\nu )\,} es el número de fotones de una cierta frecuencia {\displaystyle \nu \,} emitidos por unidades de tiempo.
{\displaystyle h\,}, es la constante de Planck.

## Energía lumínica absorbida
En las situaciones prácticas la energía luminosa transferida a una superficie dependerá tanto de propiedades físico-químicas de esta como de factores geométricos como su orientación respecto a la dirección de incidencia de la luz.
Esto tienen interés práctico porque a partir de la energía luminosa puede obtenerse bien directamente o bien indirectamente energía eléctrica. La forma directa involucra el uso de células fotovoltaicas, mientras que las formas indirectas consisten en calentar un fluido circulante, que puede usarse en mover algún tipo de turbina o elemento mecánico generando energía cinética y transformar la energía mecánica resultante en energía eléctrica. En este segundo caso frecuentemente se usan espejos curvados que concentran la energía luminosa en un volumen o área más reducidos aumentando localmente la intensidad de la luz. El fluido calentado frecuentemente está dentro de un circuito provisto de un sistema de válvulas movidas por vapor de agua que ha sido vaporizada por el calor concentrado de los espejos.

### Balance energético y entropía
Nótese que la energía lumínica absorbida del sol, y la energía lumínica emitida por la tierra al espacio, tanto desde la mitad iluminada (día) como la mitad no iluminada (noche), iguala prácticamente a la luz que llega del sol, eso es lo que hace que el planeta tenga una temperatura aproximadamente constante de 15 °C de media en la superficie (excepto por pequeñas fluctuaciones que se manifiestan como glaciaciones o calentamiento global). Lo importante entre el flujo entrante y el saliente, es que el primero tiene un número importante de fotones en el espectro visible y ultravioleta, mientras que el reemitido al espacio se sitúa en el infrarrojo y por debajo de él. Esa diferencia implica que la radiación reemitida tiene una entropía mucho mayor que la entrante. La vida en el planeta requiere por ejemplo esa diferencia de entropías para perpetuarse. De hecho el sol más que una fuente neta de energía puede considerarse una fuente de baja entropía. El balance energético entre lo recibido y lo reemitido está prácticamente equilibrado, no así la entropía.

### Energía luminosa absorbida
Forma directa involucrada en células fotovoltaicas, mientras que las otras calientan fluidos. Sin esta absorción de energía la temperatura media del planeta sería más baja. Para cada nivel de radiación y cada composición de la atmósfera el equilibrio es diferente, en Marte la temperatura es baja por la baja densidad de energía lumínica que llega a su superficie, y la rápida reemisión de esta al espacio exterior. En Venus la irradiación es algo mayor, aunque similar a la tierra, sólo que sus densas nubes hacen que el equilibrio entre energía absorbida y reemitida se de a una temperatura muy alta, con respecto a la tierra.

### Energía lumínica visible

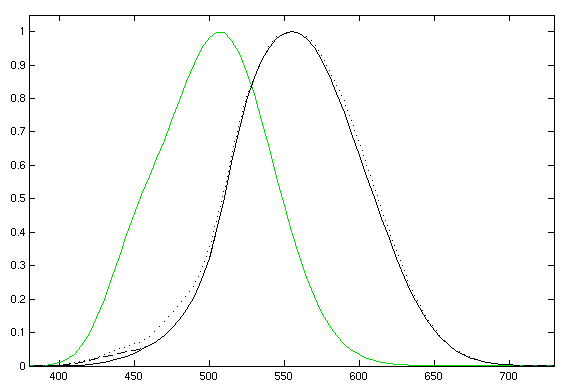
El ojo humano es más eficiente para detectar fotones cuya frecuencia se encuentra en el centro del espectro visible, es decir para la longitud de onda cercana al verde. La Función de luminosidad fotópica (negro) y función de luminosidad escotópica (verde). La gráfica muestra la sensibilidad relativa del ojo a las diferentes longitudes de onda. El eje horizontal es la longitud de onda en nanómetros. Igualmente el hecho de que la mayoría de plantas del planeta usen pigmentos verdes para la fotosíntesis tiene la misma explicación.

De toda la energía lumínica absorbible sólo una fracción es percibida por el ojo, que además presenta diferente sensibilidad a la luz de diferentes colores. Por lo que una medida de la luz percibida debe ponderar diferente cada longitud de onda, así por ejemplo, el ojo presenta la máxima sensibilidad para longitudes entorno de 380 nm a 780 nm.

### Invisibilidad
Una luz con la misma energía radiante pero con longitud de onda más corta (0 nm a 380 nm) o más largas que 780 nm será percibida con menor energía lumínica. Los rayos ultravioletas pueden llegar a causar daño en la piel de los seres humanos, y las radiaciones de alta frecuencia pueden eventualmente a producir mutaciones genéticas que dan lugar a una variabilidad genética sobre la que opera la evolución de las especies.

## Unidades
| Magnitud                          | Símbolo | Unidad                     | Símbolo | Notas                                                                  |
| --------------------------------- | ------- | -------------------------- | ------- | ---------------------------------------------------------------------- |
| Energía lumínica                  | Qv      | lumen segundo              | lm·s    | A veces se usa la denominación talbot, ajena al Sistema Internacional. |
| Flujo luminoso                    | Φv, F   | lumen (= cd·sr)            | lm      | Medida de la potencia luminosa.                                        |
| Intensidad luminosa               | Iv      | candela (= lm/sr)          | cd      | Es una medida de la intensidad luminosa.                               |
| Luminancia                        | Lv      | candela por metro cuadrado | cd/m2   | A veces se usa la denominación nit, ajena al Sistema Internacional.    |
| Iluminancia                       | Ev      | lux (= lm/m2)              | lx      | Usado para medir la incidencia de la luz sobre una superficie.         |
| Emitancia luminosa                | Mv      | lux (= lm/m2)              | lx      | Usado para medir la luz emitida por una superficie.                    |
| Exposición luminosa               | Hv      | lux segundo                | lx·s    | Iluminancia integrada en el tiempo.                                    |
| Eficacia luminosa de la radiación | K       | lumen por vatio            | lm/W    | Razón entre flujo luminoso y flujo radiante.                           |
| Eficacia luminosa de una fuente   | η       | lumen por vatio            | lm/W    | Razón entre flujo luminoso y potencia eléctrica consumida.             |

En otros sistemas de unidades, la energía lumínica se puede expresar en unidades de energía.